# Kampfgeschwader 254
Le Kampfgeschwader 254 (KG 254) (254e escadron de bombardiers) est une unité de bombardiers de la Luftwaffe pendant la Seconde Guerre mondiale. 

## Organisation

### Stab. Gruppe
Formé le 1er avril 1937 à Lippstadt.

Le 1er novembre 1938, il est renommé Stab/KG 155.
Reformé le 1er novembre 1938 à Fritzlar.

Le 1er mai 1938, le Stab/KG 254 est renommé Stab/KG 54.

Geschwaderkommodore (Commandant de l'escadron) :
| Début            | Fin             | Grade  | Nom              |
| ---------------- | --------------- | ------ | ---------------- |
| 1er avril 1937   | 30 octobre 1938 | Oberst | Wilhelm Süssmann |
| 1er janvier 1938 | 1er mai 1939    | Oberst | Walter Lackner   |

### I. Gruppe
Formé le 1er avril 1936 à Delmenhorst avec :
- Stab I./KG 254 nouvellement créé
- 1./KG 254 nouvellement créé
- 2./KG 254 nouvellement créé
- 3./KG 254 nouvellement créé

Le 1er octobre 1936, le I./KG 254 est renommé III./KG 157 avec :
- Stab I./KG 254 devient Stab III./KG 157
- 1./KG 254 devient 7./KG 157
- 2./KG 254 devient 8./KG 157
- 3./KG 254 devient 9./KG 157

Reformé le 1er avril 1937 à Lippstadt avec :
- Stab I./KG 254 nouvellement créé
- 1./KG 254 nouvellement créé
- 2./KG 254 nouvellement créé
- 3./KG 254 nouvellement créé

Le 1er novembre 1938, le I./KG 254 est renommé I./KG 155 avec :
- Stab I./KG 254 devient Stab I./KG 155
- 1./KG 254 devient 1./KG 155
- 2./KG 254 devient 2./KG 155
- 3./KG 254 devient 3./KG 155

Reformé le 1er novembre 1938 à Fritzlar à partir du III./KG 254 avec :
- Stab I./KG 254 à partir du Stab III./KG 254
- 1./KG 254 à partir du 7./KG 254
- 2./KG 254 à partir du 8./KG 254
- 3./KG 254 à partir du 9./KG 254

Le 1er mai 1939, le I./KG 254 devient I./KG 54 avec :
- Stab I./KG 254 devient Stab I./KG 54
- 1./KG 254 devient 1./KG 54
- 2./KG 254 devient 2./KG 54
- 3./KG 254 devient 3./KG 54

Gruppenkommandeure (Commandant de groupe) :
| Début             | Fin               | Grade  | Nom             |
| ----------------- | ----------------- | ------ | --------------- |
| 1er avril 1937    | 31 janvier 1938   | Major  | Joachim Kortüm  |
| 1er février 1938  | 30 septembre 1938 | Oberst | Hans Belau      |
| 1er octobre 1938  | 30 octobre 1938   | Oberst | Joseph Brunner  |
| 1er novembre 1938 | 1er mai 1939      | Major  | Otto Höhne (en) |

### II. Gruppe
Formé le 1er avril 1937 à Eschwege avec :
- Stab II./KG 254 nouvellement créé
- 4./KG 254 nouvellement créé
- 5./KG 254 nouvellement créé
- 6./KG 254 nouvellement créé

Le 1er novembre 1938, le II./KG 254 est renommé II./KG 155 avec :
- Stab II./KG 254 devient Stab II./KG 155
- 4./KG 254 devient 4./KG 155
- 5./KG 254 devient 5./KG 155
- 6./KG 254 devient 6./KG 155

Reformé le 1er novembre 1938 à Gütersloh à partir du IV./KG 254 avec :
- Stab II./KG 254 à partir du Stab IV./KG 254
- 4./KG 254 à partir du 10./KG 254
- 5./KG 254 à partir du 11./KG 254
- 6./KG 254 à partir du 12./KG 254

Le 1er mai 1939, le II./KG 254 devient II./KG 28 avec :
- Stab II./KG 254 devient Stab II./KG 28
- 4./KG 254 devient 4./KG 28
- 5./KG 254 devient 5./KG 28
- 6./KG 254 devient 6./KG 28

Gruppenkommandeure :
| Début             | Fin               | Grade          | Nom                |
| ----------------- | ----------------- | -------------- | ------------------ |
| 1er avril 1937    | 30 septembre 1937 | Oberstleutnant | Josef Hilgers (de) |
| 1er octobre 1937  | 30 octobre 1938   | Oberst         | Walter Lackner     |
| 1er novembre 1938 | 31 janvier 1939   | Major          | Carl Rütgers       |
| 1er février 1939  | 1er mai 1939      | Major          | Rudolf Koester     |

### III. Gruppe
Formé le 1er avril 1937 à Diepholz avec :
- Stab III./KG 254 nouvellement créé
- 7./KG 254 nouvellement créé
- 8./KG 254 nouvellement créé
- 9./KG 254 nouvellement créé

Le 1er novembre 1938, le III./KG 254 est renommé I./KG 254 avec :
- Stab III./KG 254 devient Stab I./KG 254
- 7./KG 254 devient 1./KG 254
- 8./KG 254 devient 2./KG 254
- 9./KG 254 devient 3./KG 254

Gruppenkommandeure :
| Début          | Fin               | Grade | Nom             |
| -------------- | ----------------- | ----- | --------------- |
| 1er avril 1937 | 1er novembre 1938 | Major | Otto Höhne (en) |

### IV. Gruppe
Formé le 1er avril 1937 à Gütersloh avec :
- Stab IV./KG254 nouvellement créé
- 10./KG254 nouvellement créé
- 11./KG254 nouvellement créé
- 12./KG254 nouvellement créé

Le 1er novembre 1938, le IV./KG 254 est renommé Stab II./KG 254 avec :
- Stab IV./KG 254 devient Stab II./KG 254
- 10./KG 254 devient 4./KG 254
- 11./KG 254 devient 5./KG 254
- 12./KG 254 devient 6./KG 254

Gruppenkommandeure :
| Début          | Fin               | Grade | Nom          |
| -------------- | ----------------- | ----- | ------------ |
| 1er avril 1937 | 1er novembre 1938 | Major | Carl Rütgers |